# Acanthurus grammoptilus
Acanthurus grammoptilus е вид бодлоперка от семейство Acanthuridae. Видът не е застрашен от изчезване.

## Разпространение и местообитание
Разпространен е в Австралия, Нова Каледония и Фиджи.
Обитава тропически води, океани и морета, рифове и крайбрежия. Среща се на дълбочина от 0,6 до 89,5 m, при температура на водата от 24,5 до 28,3 °C и соленост 34,3 – 35,2 ‰.

## Описание
На дължина достигат до 35 cm, а теглото им е максимум 900 g.